# Бики (притока Кищихи)
Бики — річка в Україні, у Маньківському районі Черкаської області. Права притока Кищихи (басейн Південного Бугу).

## Опис
Довжина річки 11  км,похил річки — 5,5 м/км. Формується з 4 безіменних струмків та 6 водойм. Площа басейну 45,9 км².

## Розташування
Бики бере початок на півдні від селища Жолудькового. Тече на північний схід і в селі Іваньки впадає у річку Кищиху, праву притоку Гірського Тікичу.